# Гимн СССР
Государственный гимн Советского Союза был принят в 1943 году вместо «Интернационала». Слова для гимна написали С. В. Михалков и Эль-Регистан, музыку — А. В. Александров. В 2000 году мелодия Александра Александрова с новым текстом авторства Сергея Михалкова стала гимном России.

## Работа над созданием

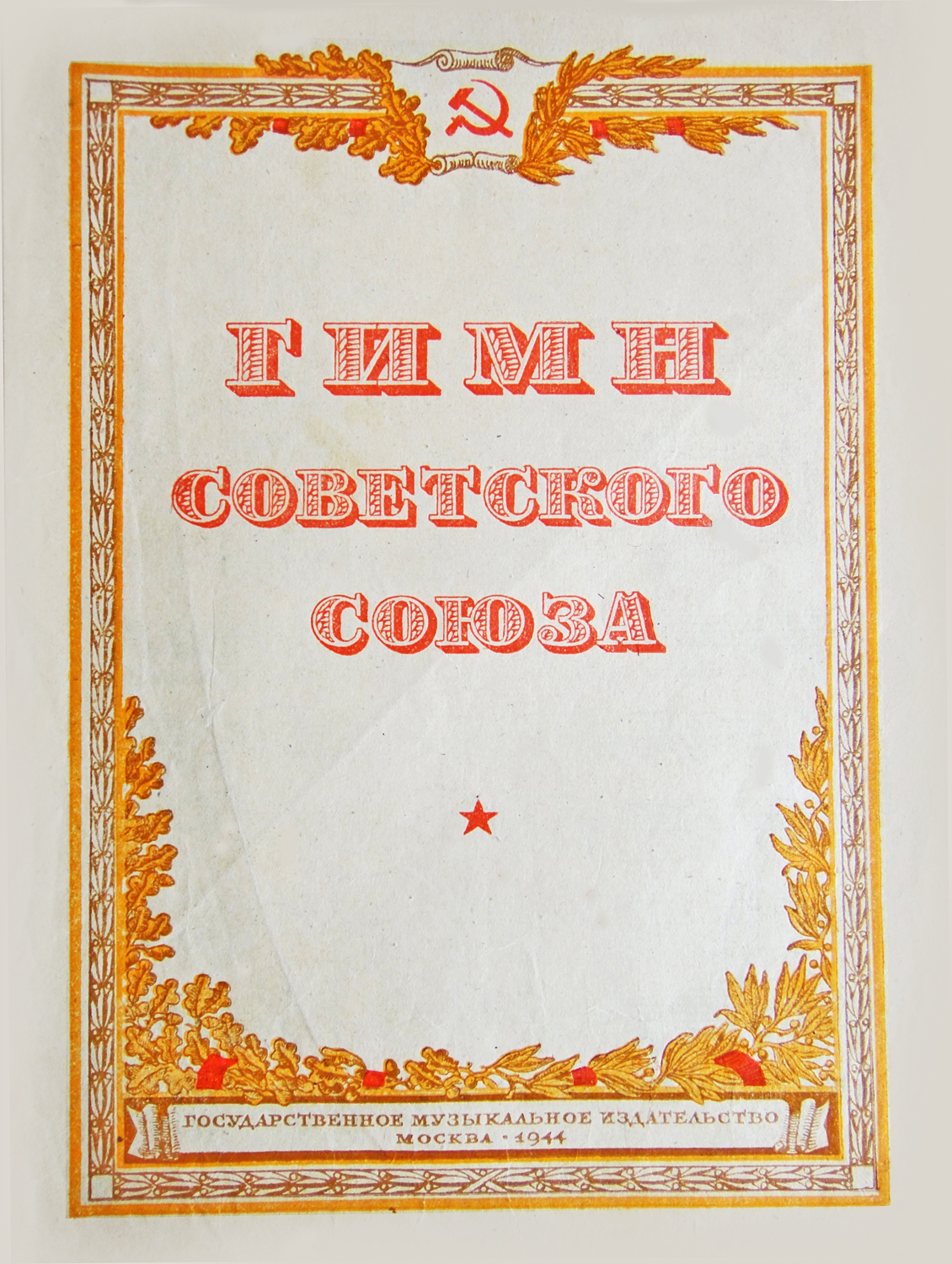
Гимн Советского Союза. Обложка первого издания, подписанного в печать 21 декабря 1943 года

В период с момента образования СССР в 1922 году до 1943 года в качестве гимна использовался «Интернационал» — французская песня, посвящённая восстанию Парижской коммуны. Музыка П. Дегейтера (1888), текст Э. Потье в русском переводе А. Я. Коца (1902). В 1938 году композитор А. В. Александров и поэт В. И. Лебедев-Кумач написали неофициальный «Гимн партии большевиков», который поддерживал Секретарь ЦК ВКП(б) И. В. Сталин и регулярно исполнялся на съездах ВКП(б) и КПСС.
После начала Великой Отечественной войны советская идеология совершила крен от интернационализма к национализму: восстанавливается орден Александра Невского, даются послабления православной церкви и т. д. Чтобы улучшить отношения с западными союзниками, в преддверии Тегеранской конференции был распущен Коминтерн. На этом фоне в 1942 году было принято решение отказаться от «Интернационала», который ассоциировался с планами мировой революции, и создать гимн, проникнутый идеями патриотизма.
Конкурс на написание гимна СССР проходил в 1943 году. Правительственную комиссию по созданию гимна возглавлял К. Е. Ворошилов. Каждому композитору за участие в конкурсе выплачивалась премия 100 тыс. рублей. В открытом конкурсе приняло участие 170 композиторов, которые представили 223 варианта гимна. Среди кандидатов была песня «Да здравствует наша держава» композитора Б. А. Александрова. Свои варианты текста гимна представили 19 поэтов, среди них: В. И. Лебедев-Кумач, В. М. Гусев, Н. С. Тихонов, М. В. Исаковский, П. Г. Антокольский, Самед Вургун, Е. А. Долматовский.
Прослушивания в Бетховенском зале Большого театра продолжались до 16 ноября 1943 года, когда в последний тур вышли три варианта музыки гимна: А. В. Александрова «Гимн партии большевиков», совместный вариант Д. Д. Шостаковича и А. И. Хачатуряна и версия И. И. Туския. Наконец 14 декабря 1943 года постановлением Политбюро ЦК ВКП(б) был утверждён вариант А. В. Александрова, С. В. Михалкова и Эль-Регистана. Текст гимна на «ближней» даче правил лично И. В. Сталин. Если в «Гимне партии большевиков» не было ни слова о Российской империи, то в новом тексте гимна (на ту же музыку) подчёркивалась национальная составляющая: воспевалась «Великая Русь» и не было ни слова о партии.
Впервые новый гимн был исполнен в ночь с 31 декабря 1943 года на 1 января 1944 года в редакции для хора и симфонического оркестра С. Н. Василенко. Но эта редакция не понравилась высшему руководству страны, и в марте того же года была спешно выполнена вторая редакция (автор оркестровки Д. Р. Рогаль-Левицкий):159-176. В этой редакции, впервые публично прозвучавшей по Всесоюзному радио в ночь с 17 на 18 апреля 1944 года:175, музыка гимна СССР используется и сейчас — как музыка гимна России.
По вопросу о степени оригинальности и удачности гимна существуют разные мнения. К примеру, М. М. Пришвин записал в дневнике 21 декабря 1943 года: «Гимн, сочинённый С. В. Михалковым и Эль-Регистаном, произвел тяжёлое впечатление: столь великие дела на фронте нашли столь жалкое выражение в поэзии». Сын самого А. В. Александрова обращал внимание, что с мелодией гимна совпадает одна из тем в центральной части «Былины» В. С. Калинникова — увертюры, написанной приблизительно за полвека до гимна, но опубликованной после смерти Александрова. Композитор А. Н. Атаров считал первоисточником музыки Александрова «Весенние странствия» Шумана. Сам Александров писал:
Мне хотелось соединить жанры победного марша, чеканной народной песни, широкого эпического русского былинного распева. Хотелось, чтобы гимн был другом и вдохновителем человека-гражданина.

## Последующие корректировки
С 1944 по 1956 год гимн исполнялся в первоначальной версии, включавшей упоминание о И. В. Сталине. «Сквозь грозы сияло нам солнце свободы, / И Ленин великий нам путь озарил. / Нас вырастил Сталин — на верность народу, / На труд и на подвиги нас вдохновил…»

### Разработка нового гимна
В ходе «мягкой десталинизации» 7 декабря 1955 года было принято постановление ЦК КПСС о создании комиссии во главе с Д. Т. Шепиловым, на которую было возложено руководство работой по подготовке нового Государственного гимна СССР. Регламент, утвержденный ЦК КПСС, предусматривал конкурс стихов для нового гимна в два этапа: первый анонимный, в конвертах с написанными на них девизами, второй личный, из отобранных стихов. На первый этап 67 поэтов представили 84 текста. Во второй тур прошли произведения 10 авторов: Н. А. Заболоцкого, М. В. Исаковского, Б. Н. Кушелева, С. В. Михалкова (два текста), С. Г. Острового, П. М. Панченко, Н. И. Рылевского, М. Ф. Рыльского, В. М. Саянова, С. И. Чиковани.
Авторам предложили доработать произведения, чтобы они лучше соответствовали требованиям ЦК КПСС.
В итоге были выбраны стихи, представленные С. В. Михалковым, М. Ф. Рыльским и М. В. Исаковским; сохранилась нотная рукопись Шостаковича на слова последнего.
| Текст Исаковского | Текст Рыльского | Текст Михалкова |
| --- | --- | --- |
| Славься, Советская наша держава, Братства и дружбы народов страна, Первая в мире страна трудовая, Славься во все времена! В силе и правде бессмертной своей, Славься на радость и счастье людей! Славься, страна, где прямые дороги К светлым годам коммунизма легли! Славься Великого Ленина знамя, Свет и надежда земли! В силе и правде бессмертной своей, Славься на радость и счастье людей! | Славься, Отчизна родная! Славься советский народ! Наша семья молодая Шагом крылатым идет. В битвах сердца мы сроднили, Счастье в труде мы куем. Родину мы озарили Дружбы великим огнем. Славься, заводы и нивы, Шахты, леса и моря! Путь осеняет счастливый Нам коммунизма заря! | Славься республик союз нерушимый! Славься, советская наша страна! Ленинской правдой твоей негасимой Дружба народов навек скреплена. Нам светит солнце — солнце коммунизма! Мы победим! Нас партия ведет, Живи, цвети свободная Отчизна, Тебя хранит великий наш народ! Счастье свое мы в борьбе отстояли, Силу свою мы в труде обрели, Путь проложили в заветные дали, Людям маяк путеводный зажгли. |

Исходя из текстов, можно сделать вывод об идеях, которые следовало отразить в гимне. М. Исаковский славит Ленинское знамя и прямые дороги к светлым годам коммунизма. С. Михалков — восхождение «солнца коммунизма», прославление Ленина и его учения, а также употребляет фразу «Нас партия ведёт» вместо одного вождя. М. Рыльский также пишет о «коммунистической заре», освещающей дорогу вперед, и тонко восхваляет прошлые шахтерские заслуги Первого секретаря ЦК КПСС Н. С. Хрущева и его новую программу подъёма сельского хозяйства СССР.
Тем не менее до объявления официального конкурса дело тогда не дошло. Историк А. П. Куропаткин связывает это с опасениями руководства партии о том, что смена символов страны вызовет у населения неоднозначную реакцию. Сами приготовления к подготовке нового гимна затянулись, что говорит о расхождениях во мнениях и внутри Президиума ЦК.
Вновь конкурс на создание нового гимна был объявлен в 1959 году. На этот раз в качестве авторов текста были привлечены Александр Твардовский, Михаил Исаковский, Алексей Сурков, Константин Симонов, Николай Грибачёв, Пётр Бровка и т. д., а авторов музыки — Георгий Свиридов, Дмитрий Шостакович, Дмитрий Кабалевский, Арам Хачатурян, Тихон Хренников и другие. В августе (по другим данным — в сентябре на встрече поэтов с Михаилом Сусловым, незадолго до отъезда Твардовского в Крым) 1960 года Твардовским был предложен первоначальный вариант текста, который хоть и не получил одобрения идеологического отдела ЦК КПСС, однако был высоко оценён Сусловым, утвердившим в качестве припева будущего гимна последнюю строфу:

Взвивайся, ленинское знамя,

Всегда зовущее вперёд.

Под ним идет полмира с нами.

Настанет день — весь мир пойдёт.
Новый этап в разработке гимна был начат осенью того же года. В сентябре отдел культуры ЦК КПСС представил первый вариант гимна Шостаковичу и Свиридову. Сам Твардовский начинает сотрудничество именно со Свиридовым, до этого работавшим с Твардовским. Свиридов практически сразу нашёл мелодию гимна, и дальнейшая работа композитора была связана с созданием оркестровок. Сохранились партитуры для клавира и трёх разных оркестровых составов. Что касается текста, то поскольку ни один из поэтов так и не представил должного текста, ЦК порекомендовал работать авторам сообща. В результате куплет Твардовского был совмещён с текстом Исаковского, что было довольно характерно для такой обстановки: каждый поэт-участник конкурса мог брать у коллеги отдельные строфы, строки и куплеты. Сам же Твардовский относился к коллективной работе скорее негативно: он определял безнадёжные попытки написания гимна как «всемером петуха зарезать». В своём дневнике за 11 февраля 1961 года он называет обязательное упоминание советского строя и общеизвестные положения советской истории неверным, считает, что эти положения в гимне (как и в любом другом поэтическом произведении) должны держаться «в уме», как само собой разумеющееся и подчёркивает необходимость наличия поэтической, эмоциональной составляющей в гимне и строчек, способных удержаться в человеческой памяти. О коллективной работе, цитируя рекомендацию партийного руководства, Твардовский пишет: «Создание гимна — дело коллективное, пусть так, но каждый должен писать, не оглядываясь и не надеясь на „коллектив“, а так, как если бы он один должен был решать эту задачу. При всём этом несомненно, что выбор будет невелик». Весь процесс создания гимна в 1960—1961 годы, поглотивший значительное время его повседневного труда, Твардовский называл «гимническими усилиями».
Со временем идея написания текста к гимну всё больше и больше увлекает Твардовского, ему, впервые в своей жизни писавшему на столь серьёзную тему, предстояло решить довольно сложную, неведомую ранее задачу. Ранее, считавший «весьма непродуктивной» задачу гимна, он проявляет большой интерес. В августе 1961 года Твардовский пишет новый вариант гимна, где он ищет «опознавательный знак, „история с географией“: Москва, Октябрь, Кремль, серп и молот» (хотя ещё 16 ноября 1960 года в своём дневнике Твардовский пишет, что «было давно ясно, что нужна общекартинная строфа о стране с безусловными ее приметами — ширь, даль, простор, исторически-географическая конкретика», и что попытки найти подходящий вариант предпринимались двумя годами ранее). Из того же дневника видно, что Твардовский совершенно не интересуется исходом конкурса, поскольку он считал мысль об конечном успехе очень опасной для своего творчества. В свою очередь, Свиридов требовал от Твардовского певучесть строк, из-за чего множество вариантов, совершенных по рифме и образному строю были отвергнуты, поскольку плохо ложились на музыку.
В последних вариантах текста для гимна какие-либо упоминания о советском строе и ключевое для того периода слово «борьба» отсутствуют. Вместо собственно СССР в тексте гимна фигурировала «отчизна-мать» и «земля родная». Таким образом, получившиеся слова гимна, ввиду деполитизированности, были совершенно далеки от ожиданий в партийных верхах. Однако гимн вполне можно назвать как воспевающий любовь к Родине. Несмотря на неприятие подобных вариантов со стороны заказчиков (в частности, Суслов посчитал неуместным упоминание «дней печали» в тексте, хотя по задумке Твардовского, гимн должен был исполняться как и на торжественных, так и на траурных мероприятиях), Твардовскому и Свиридову удалось довести создание своего варианта гимна до логического конца именно так, как хотели они.
Помимо Свиридова и Твардовского, свой вариант гимна был создан при сотрудничестве Сергея Михалкова и композиторов-братьев Майбород: Георгия и Платона.
В итоге в феврале 1964 года заведующий идеологическим отделом ЦК КПСС Леонид Ильичёв отчитался Хрущеву:

В настоящее время представлены три варианта текста Гимна. Два из них написаны коллективно поэтами Н. Грибачевым, П. Бровкой, М. Исаковским и С. Смирновым. Один написан на музыку Г. Свиридова, другой на музыку Г. и П. Майбороды. Для припева использован текст А. Твардовского. Третий написан А. Твардовским на музыку Г. Свиридова.

Идеологический отдел ЦК КПСС считает заслуживающим внимания текст, созданный группой поэтов на музыку Г. и П. Майбороды. Представляется также целесообразным поручить С. Михалкову представить новый поэтический текст на музыку действующего Гимна.
Однако в октябре того же года Хрущёв был отправлен в отставку и вопрос о дальнейшем создании нового гимна отпал сам собой. После отстранения Хрущёва в связи с усилением просталинской группировки в партии возникали мысли о возвращении сталинского гимна. В заметке, опубликованной в «Известиях» утверждалось, что конкурс на создание нового гимна был прерван по неизвестной причине. В 1989 году фрагменты рабочих тетрадей Твардовского 1953-1960 гг., включавшие некоторые варианты гимна, были опубликованы в литературном журнале «Знамя».
Внимание к проекту гимна СССР Твардовского и Свиридова вновь проявилось в 1999 году во время попыток принятия нового гимна России. Проект советского гимна в качестве нового гимна России был представлен наследниками авторов, в частности, в результате договорённости дочерей и племянника композитора А. С. Белоненко были обнаружены варианты текстов гимна (главным условием поиска была актуальность для того времени), а кроме того был выбран один из вариантов оркестровки, затем подготовленный в печать. Двухголосное мужское хоровое изложение из оригинальной партитуры было заменено на четырёхголосное, будучи дополненной женскими голосами. Вновь проект гимна СССР начала 1960-х был исполнен в июне 2000 года Санкт-Петербургской академической певческой капеллой, это было первое публичное исполнение гимна (интересно, что та же капелла, до 1917 г. носившая имя Придворной певческой капеллы, впервые исполнила два из предыдущих гимнов России: «Боже, царя храни» и не принятый проект гимна за авторством Александра Глазунова, заказанный Временным парвительством). 15 июня того же года слова были опубликованы в газете «Труд». Для первого публичного исполнения проекта гимна были отобраны строфы из последних вариантов текста. В декабре того же года был представлен более политизированный и не актуальный на тот момент вариант слов гимна.
Владимир Минин, руководитель Государственного академического камерного хора РФ, отзывается о гимне Твардовского-Свиридова следующим образом: «Это настоящая русская музыка и настоящие русские стихи. В них все просто и глубоко впечатляет. Никаких лозунгов, никакого ложного пафоса, а есть высокая торжественность, трогающая до глубины души. Это — качество настоящего гимна». В свою очередь, сам Белоненко характеризует музыку гимна следующим образом: «Проект Гимна СССР у Свиридова — музыка, на мой взгляд, отмеченная вдохновением. В нем есть необыкновенная сила, мощь и страсть. Его мелодия легко запоминается, ее легко спеть любому человеку, не обязательно музыканту. <…> Александр Твардовский и Георгий Свиридов искренне и глубоко любили свою Родину, беззаветно верили в нее, в особое предначертание ее судьбы. Все это можно услышать в проекте Гимна, который, хотя и писался как Гимн СССР, но создавался русскими поэтом и композитором, на русском литературном и музыкальном языках. И если это сочинение станет Гимном России, (разумеется, если не будет создано ничего лучшего), то мы бы сочли свою работу проделанной не даром, своеобразным актом восстановления исторической справедливости.».
| Вариант, отправленный Суслову Дмитрием Поликаровыми присутствующий в дневнике Твардовского за 9 ноября 1960 года | Вариант, написанный 24 ноября 1960 года | Вариант, написанный 10-11 марта 1961 года и исполненный в 2012 году АСО МГАФ | Вариант для первого публичного исполнения гимна |
| --- | --- | --- | --- |
| Мы сталь куем и землю пашем, Трудясь для счастья всех людей, Верны сыновним сердцем нашим Великой Родине своей. Она — венец побед народных, И песнь ее во всех краях Звучит на всех ее свободных Больших и малых языках. Земли родной бескрайни дали, Просторы мирного труда. В дни торжества и в дни печали Мы нераздельны с ней всегда. Непобедима наша сила, Недаром с доблестью она И новый путь земле открыла, И в звездный край устремлена. Взвивайся, ленинское знамя, Нам осеняя путь вперед. Под ним идет полмира с нами, Настанет день — весь мир пойдет. | Отчизна-мать, страна родная, От стен московского Кремля Далеко вдаль и вширь без края Твоя раскинулась земля. Недаром политая кровью На подвиг призванных сынов, Она сильна могучей новью Своих полей и городов. Мы сталь куем и землю пашем Для светлой жизни всех людей, Верны сыновним сердцем нашим Великой Родине своей. И наша песнь побед народных, Что не забудутся в веках, Звучит на всех ее свободных Больших и малых языках. Неодолима наша сила, В суровый срок борьбы она И новый путь Земле открыла, И в звездный путь устремлена. Взвивайся, ленинское знамя, Всегда зовущее вперед, Под ним идет полмира с нами, Настанет день — весь мир пойдет. | Часов кремлёвских бой державный Доносит вдаль во все края До всех сердец твой подвиг славный, Твой клич, Советская земля. Припев: Взвивайся, ленинское знамя, Всегда зовущее вперёд. Уже идёт полмира с нами Настанет день, весь мир пойдёт. Неодолимы наши силы, И с каждым годом, с каждым днём Всё ярче свет неугасимый, Зажжённый нашим Октябрём. Припев Все горячей в наш век суровый Мы любим родину свою, С ней до конца идти готовы И отстоять её в бою. Припев | Земли родной бескрайни дали, Просторы мирного труда. В дни торжества и в дни печали Мы нераздельны с ней всегда. Припев: Отчизна-мать, да будет светел Твой мирный день во тьме любой. И выше долга нет на свете Идти с тобой на подвиг твой. Курантов древних бой державный Несется вдаль от стен Кремля, Как песнь судьбы большой и славной, Твоей, российская Земля. Припев Да будет песнь побед народных, Как слава Родины в веках, Жива на всех твоих свободных, Больших и малых языках. Припев |

### Новая редакция текста
С 26 февраля 1956 года по 31 августа 1977 года гимн исполнялся без слов. В 1960-х Михалковым предлагался текст гимна, в котором, в частности, были следующие строки:

В борьбе утверждаем мы новую эру,

Сильны несгибаемой волей и верой,

В победу великих марксистских идей…

15 апреля 1965 года в записке Петру Демичеву Михалков так докладывает о своей работе над гимном:

Мне было поручено написать новый вариант Гимна СССР на ныне существующую музыку Гимна (муз. А. В. Александрова). Задание мною было выполнено и новый вариант текста на известную музыку был записан на грампластинку в исполнении хора и оркестра Большого театра для прослушивания в инстанциях. В настоящее время я, продолжая совершенствовать текст, переделал две первые строки припева и счел возможным сократить весь текст Гимна до двух куплетов с одним припевом. Предлагаю на Ваше рассмотрение мой последний вариант Гимна СССР в том виде, в каком я его представляю себе законченным. С уважением. С.Михалков— 
В 1970 году С. В. Михалков подготовил откорректированный вариант текста гимна. До распада СССР гимн исполнялся в новой редакции, впоследствии утверждённой указом Президиума Верховного Совета СССР от 27 мая 1977 года. В новой версии были исключены упоминания о Сталине, счастье, славе (народов), победах («от победы к победе»), армии и добавлены слова о партии и коммунизме.
С 23 ноября 1990 года гимн стал исключительно союзным, так как последняя республика, не имевшая своего гимна — РСФСР — утвердила свой собственный гимн («Патриотическую песню» М. И. Глинки). Последний раз в качестве государственного гимна СССР был исполнен 25 декабря 1991 года — в последний день существования СССР. В Литве, Латвии, Грузии и на Украине публичное исполнение гимна СССР запрещено законом, поскольку эта музыка интерпретируется как «коммунистическая символика».

## Текст гимна

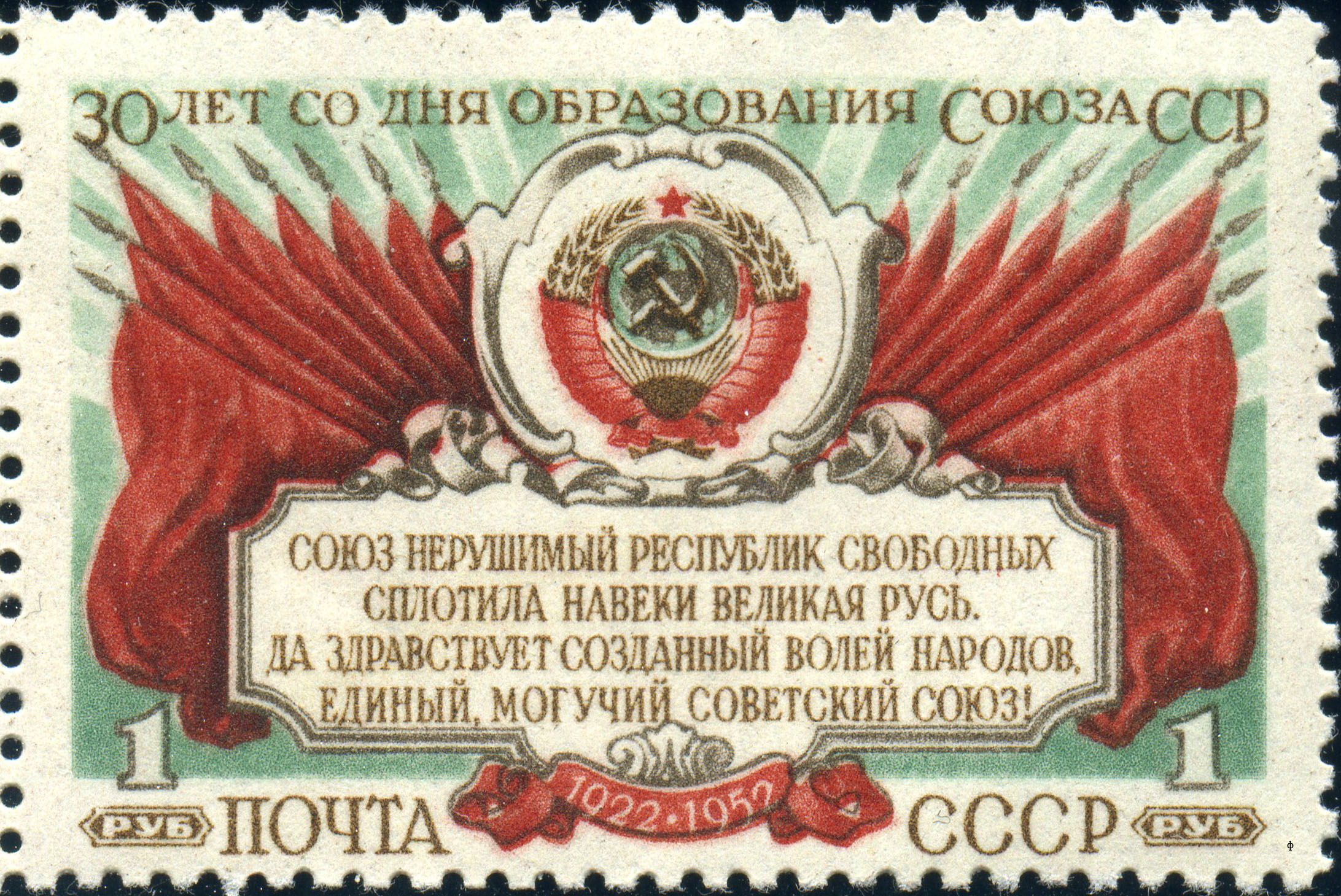
Марка СССР, 1952 г. со словами гимна

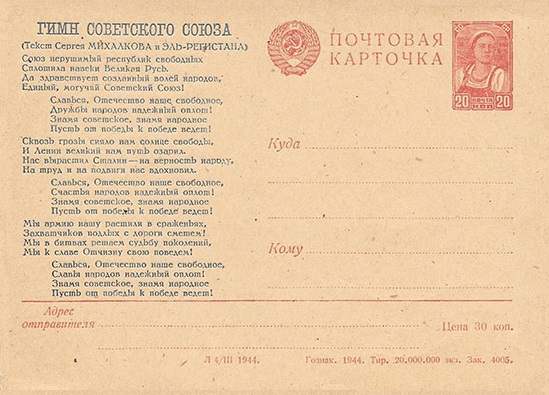
«Гимн Советского Союза» на почтовой карточке, 1944 г.

Слова и музыку см. также в Викитеке